# Arieh Ben-Naim
Arieh Ben-Naim (Jeruzalem, 11 juli 1934) is professor in de fysische chemie aan de Hebreeuwse Universiteit van Jeruzalem. Hij is een modern tegenstander van de term entropie. In een serie boeken betoogt hij dat entropie beter kan worden betiteld als ontbrekende informatie (missing information). Hij geeft ook aan dat de kelvin-temperatuurschaal het gevolg is van de invoering van het begrip entropie.
Wanneer deze temperatuurschaal niet was ingevoerd dan zou de beroemde vergelijking van Boltzmann S = kB · log(W) als S = log(W) zijn geformuleerd en de temperatuur niet in kelvin, maar in de energie eenheid kBT. Dus dan zou 0 °C of 273,15 K, uitgedrukt zijn als 377,12 · 10−23 J.